# Riesa
Riesa is een gemeente en plaats in de Duitse deelstaat Saksen, gelegen aan de Elbe in de Landkreis Meißen. De gemeente telt 29.256 inwoners.
Sedert 1994 heeft Riesa de status van Große Kreisstadt.

## Stadsindeling

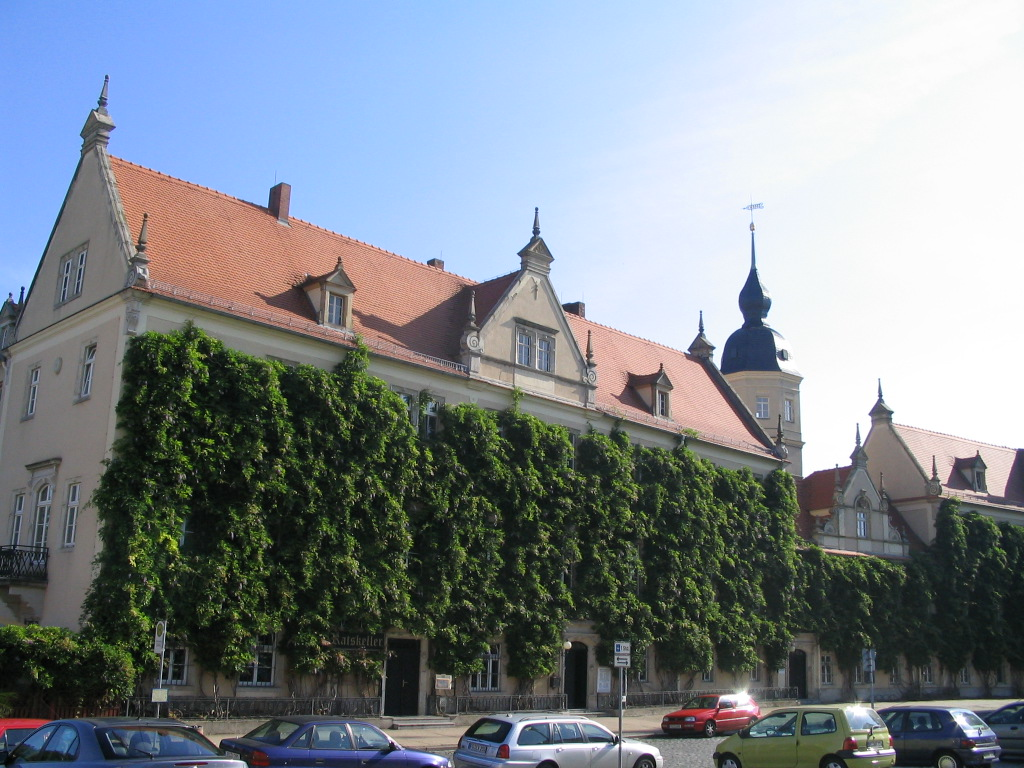
Stadhuis

Riesa bestaat uit 10 stadsdelen (Stadtteile):
- Böhlen
- Canitz
- Gostewitz
- Jahnishausen
- Leutewitz
- Mautitz
- Nickritz
- Oelsitz
- Pochra
- Riesa (kernstad) met de stadswijken (Ortsteile):
  - Stadscentrum
  - Göhlis
  - Gröba, incl. het landgoed Oberreußen; door de staalfabrieken van de eigenlijke stad gescheiden; aan de Döllnitz, ten noorden van het stadscentrum
  - Mergendorf
  - Merzdorf
  - Pausitz
  - Poppitz
  - Schwarzroda
  - Weida.

## Geografie, infrastructuur

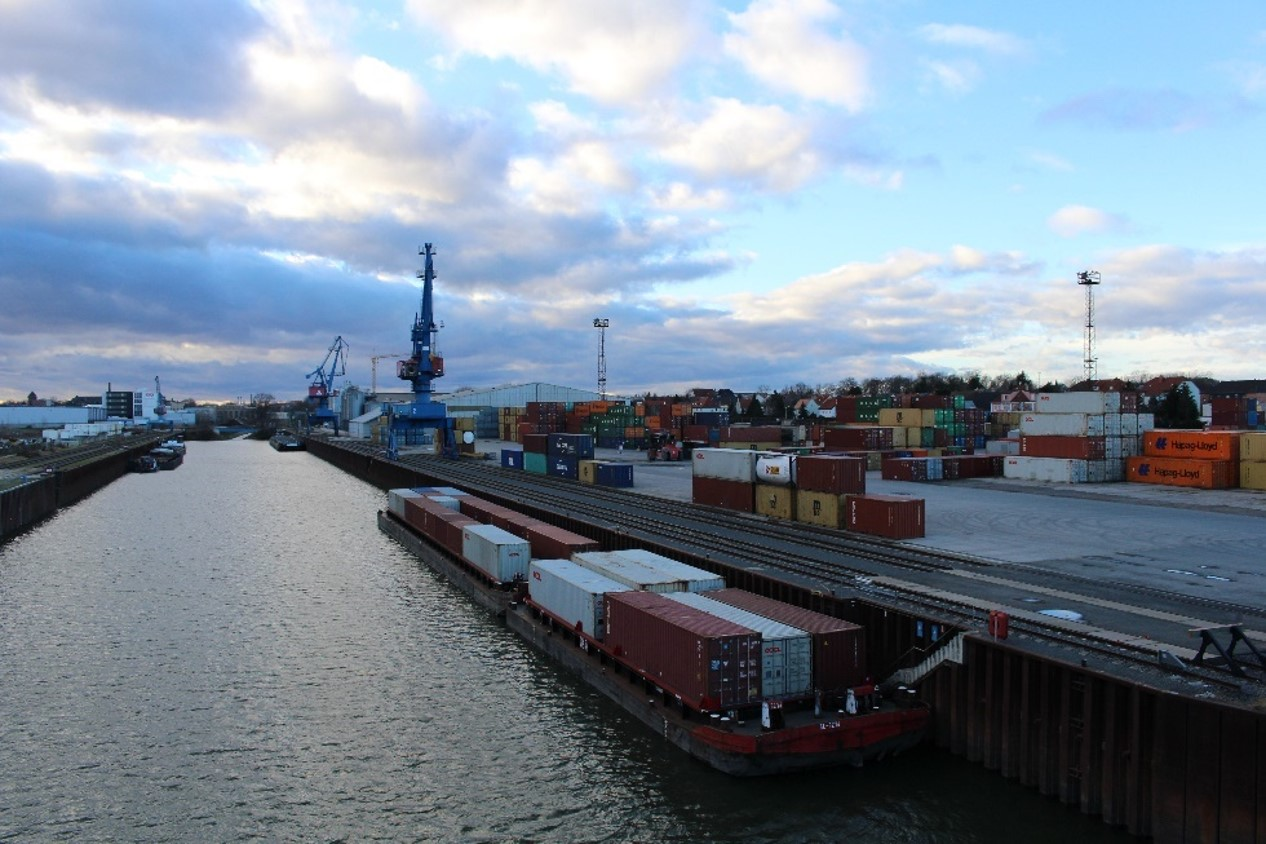
De binnenhaven van Riesa
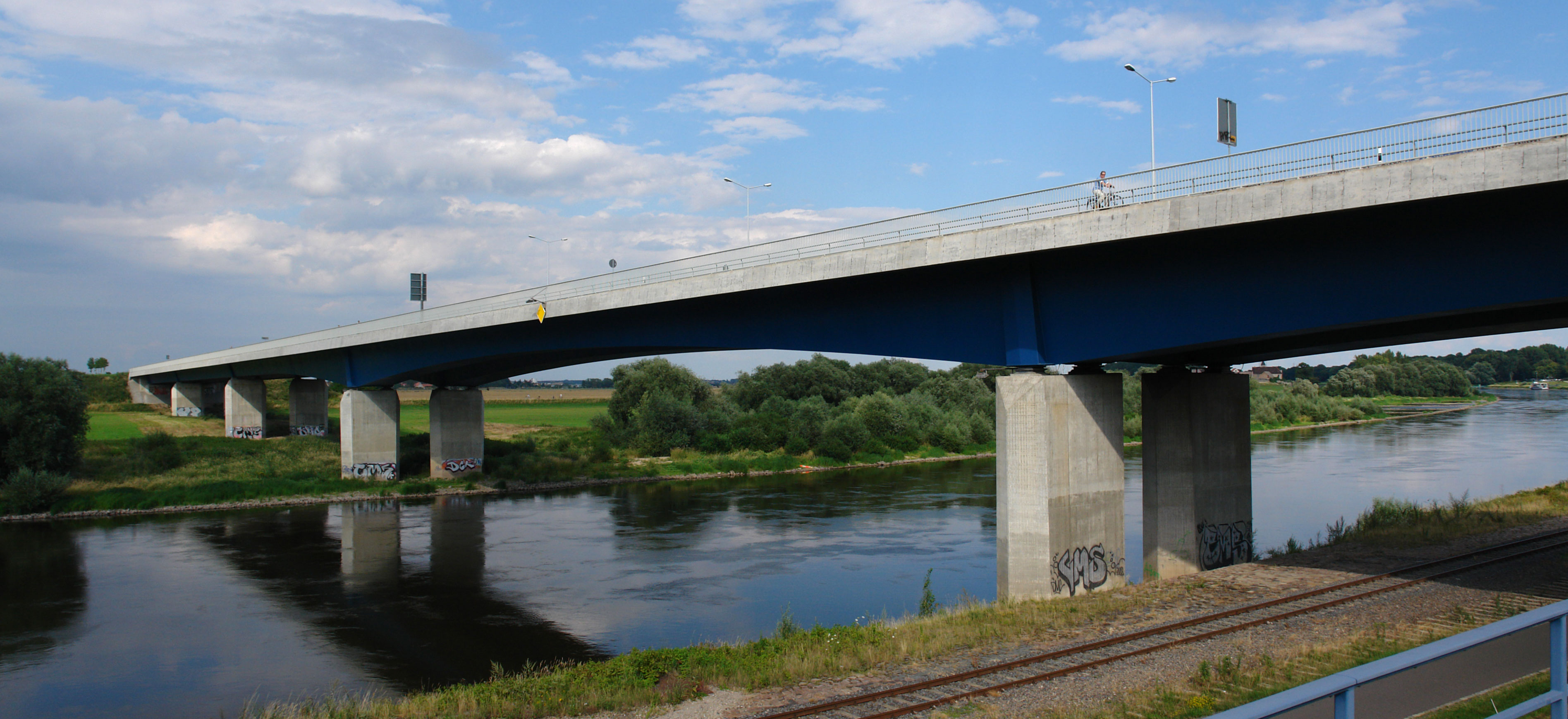
Verkeersbrug over de Elbe
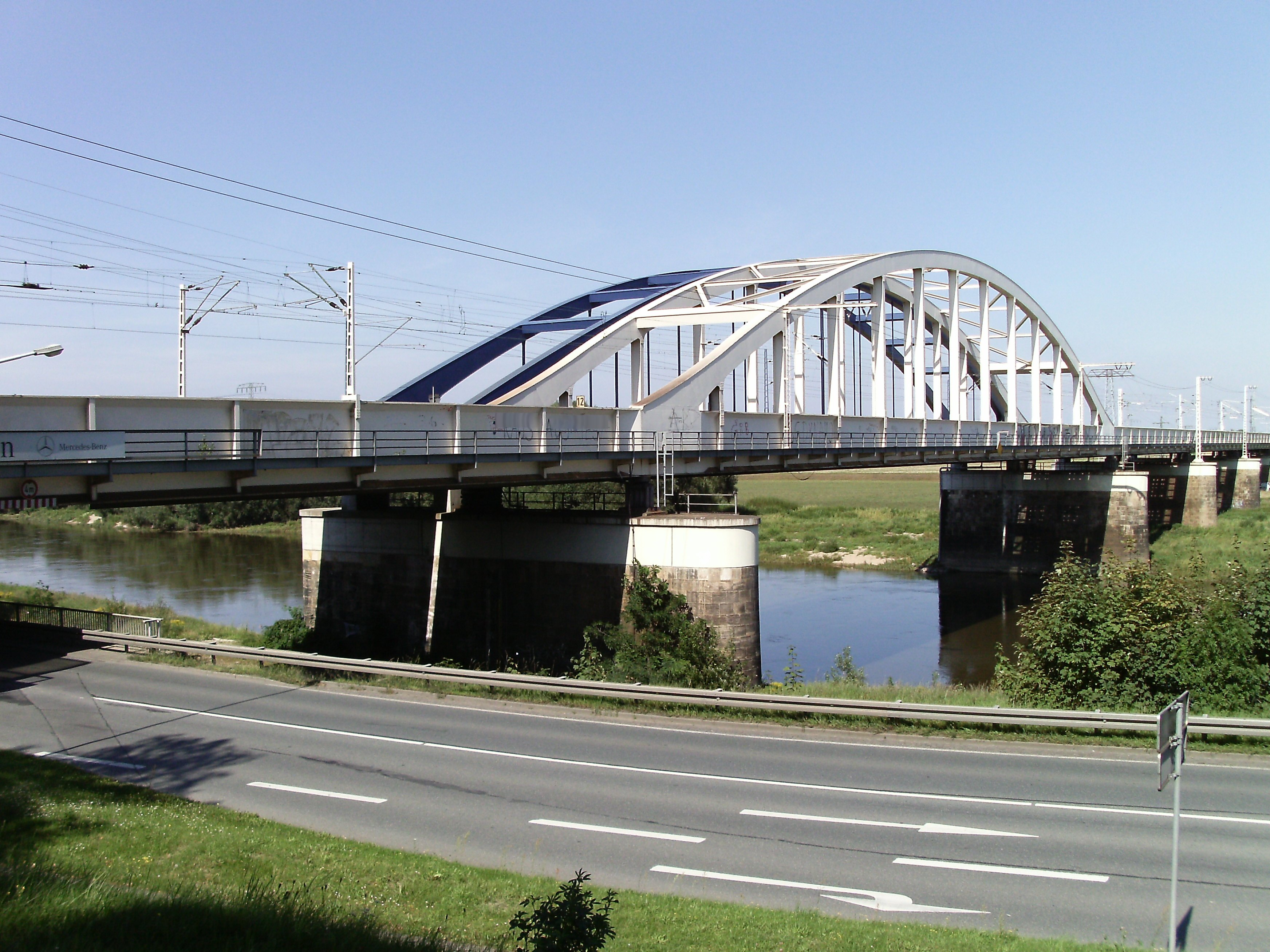
Spoorbrug over de Elbe
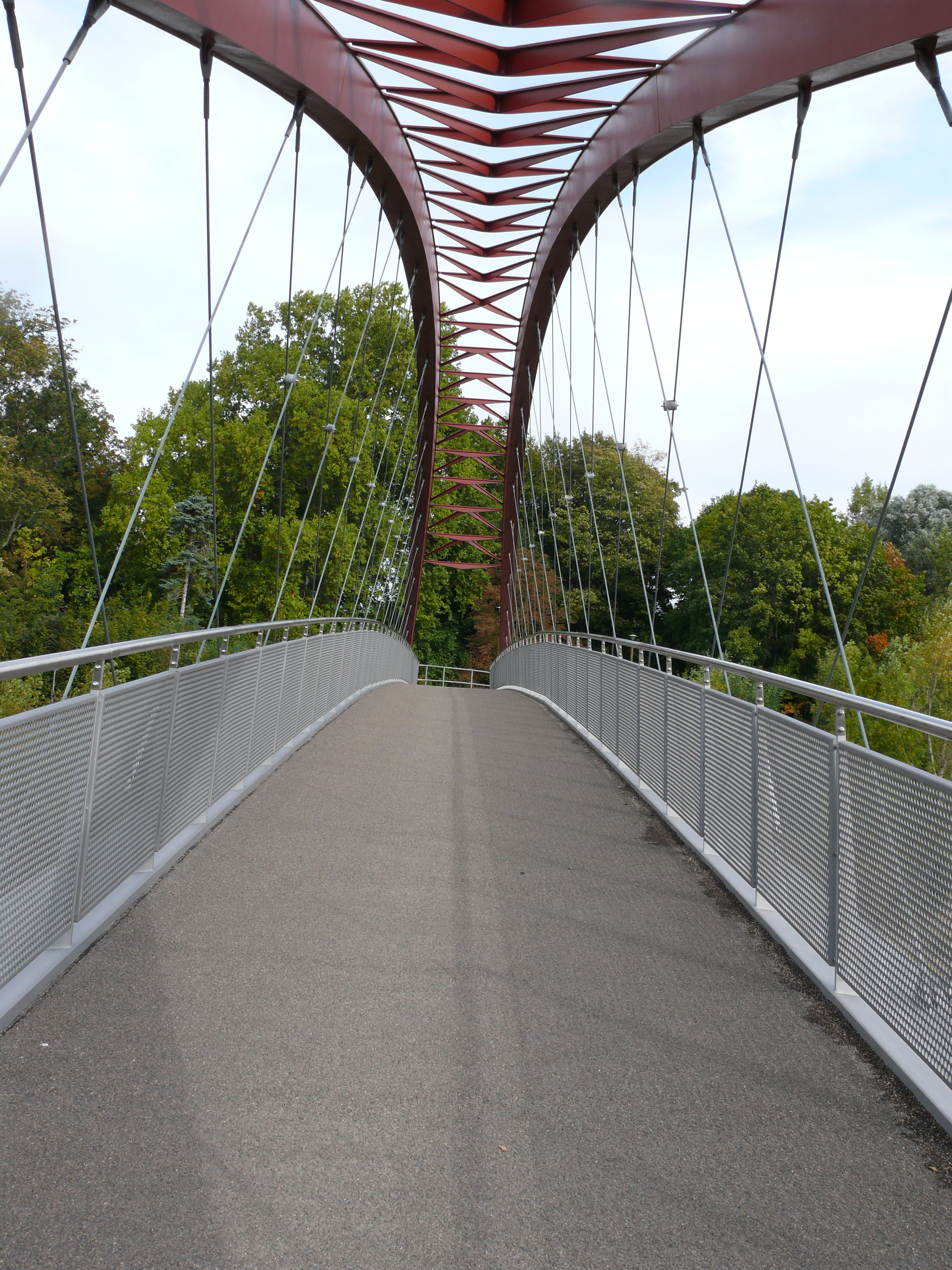
Fietsbrug Schlossbrücke
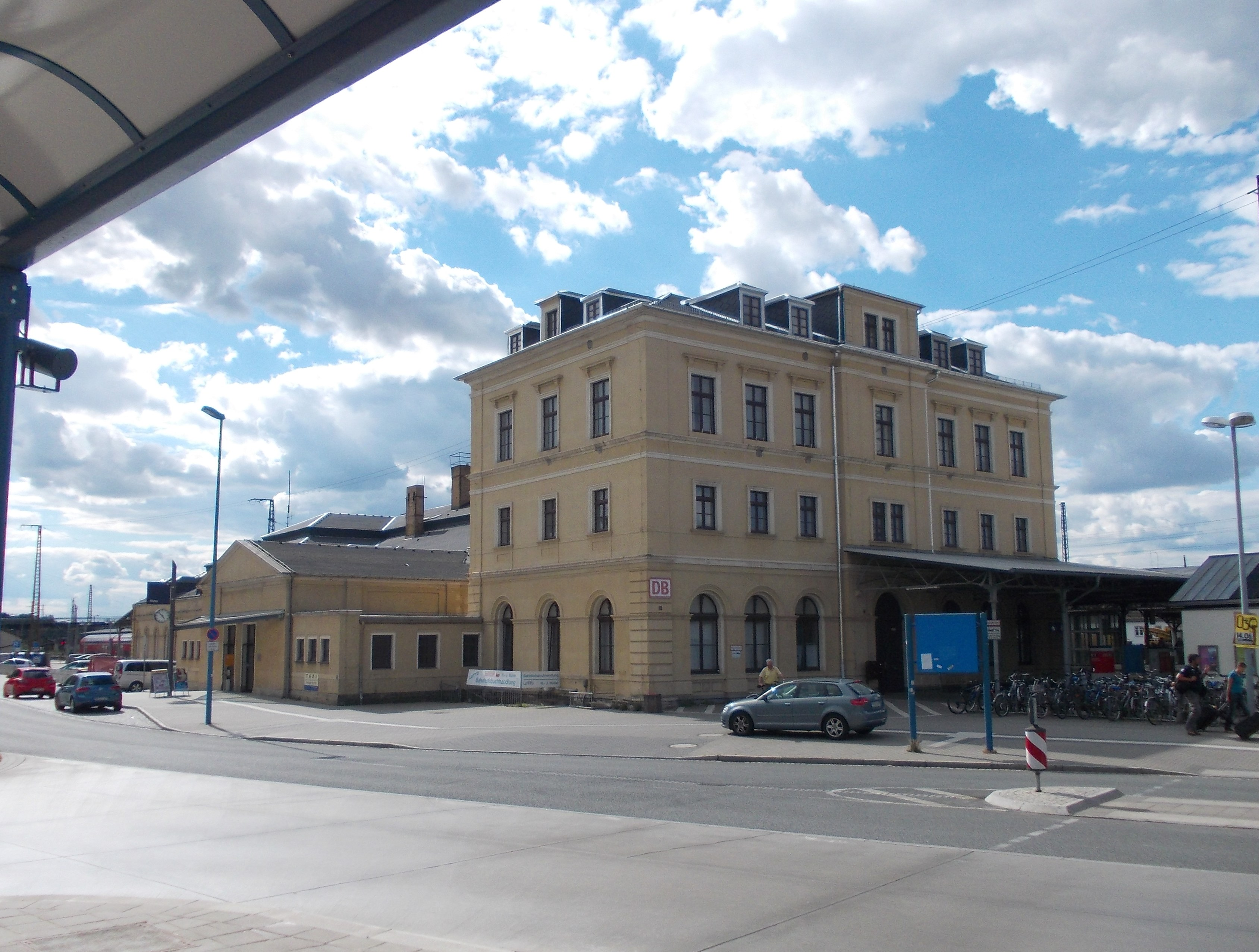
Station
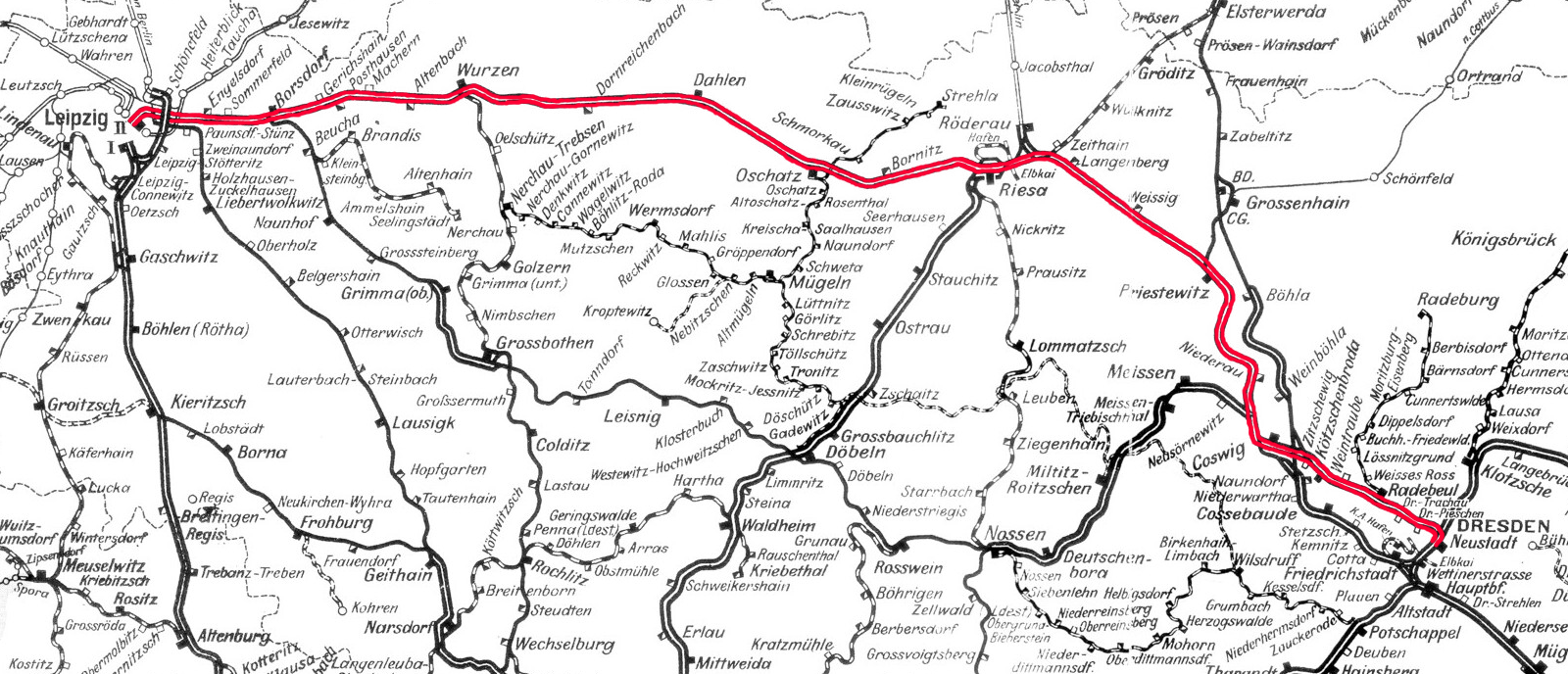
Trajectkaart spoorlijn Leipzig-Dresden (1902; situering sedertdien niet fundamenteel gewijzigd)
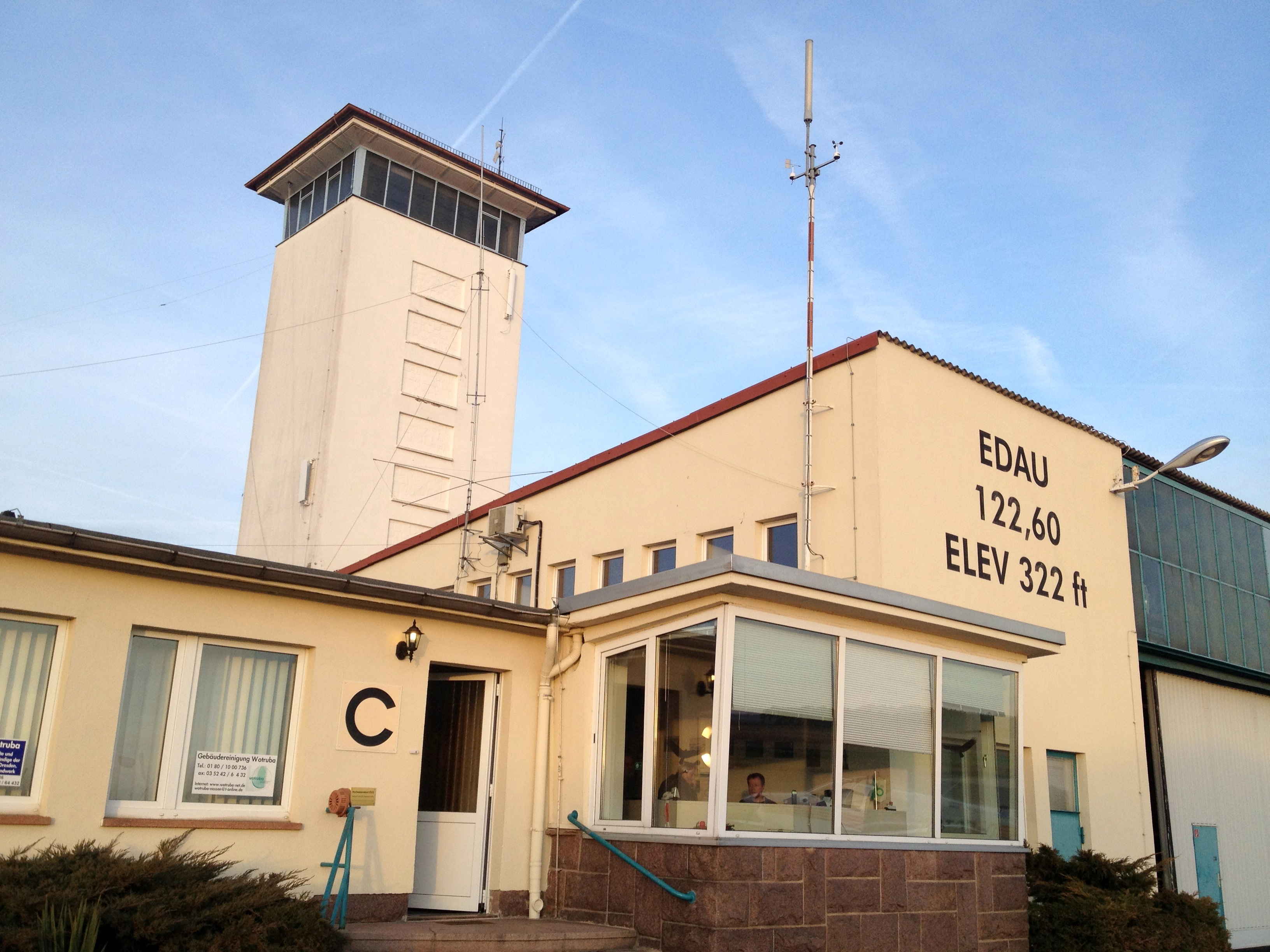
Verkeerstoren vliegveld Riesa-Göhlis

Riesa ligt aan de zuidwestelijke oever van de Elbe. Aan de noordwestelijke rand van de stad mondt een 45 km lang, onbevaarbaar zijriviertje in de Elbe uit, de Döllnitz. Ook de beek Jahna mondt bij Riesa uit in de Elbe. In Riesa is aan de Elbe een binnenhaven met faciliteiten voor containeroverslag aanwezig. Sedert 1197 vaart een veerpont over de Elbe naar Promnitz, gemeente Zeithain. Het veer vervoert alleen voetgangers en fietsers.
De stad Riesa ligt minstens 20 km verwijderd van Autobahnaansluitingen. Wel lopen er enkele Bundesstraßen door of nabij de stad:
- Te Riesa begint de Bundesstraße 182, die in noordwestelijke richting naar Torgau loopt.
- Door de stad loopt de B169, noordoostwaarts naar Glaubitz en Elsterwerda, en zuidwestwaarts naar Döbeln en Chemnitz. Bij Döbeln, 20 km van Riesa vandaan, bevindt zich afrit 34 van de Autobahn A 14.
- Op 6 km ten zuid-zuidwesten van Riesa ligt het dorpje Seerhausen, gemeente Stauchitz. Hier kruist de B169 de belangrijke B6, die westwaarts naar Leipzig en zuidoostwaarts naar Meißen en verderop naar Dresden leidt.
- De B98 takt 5 km ten oosten van Riesa, bij Glaubitz, af van de B169.

Bij Riesa liggen verscheidene bruggen over de Elbe. Historisch bijzonder is de fietsbrug Schlossbrücke over de Döllnitz, bij Gröba, aan de noordkant van de stad. Aan het eind van de Tweede Wereldoorlog hadden soldaten van de Wehrmacht deze opgeblazen, om de opmars der Geallieerden te vertragen. In 2004 werd een collecte onder de burgers en bedrijven van Riesa gehouden, waarmee genoeg geld werd ingezameld om deze historische oeververbinding te herstellen; deze maakt sinds haar voltooiing in 2011 deel uit van de langeafstands-fietsroute Elberadweg.
De stad heeft een station (met een apart goederenstation en een uitgestrekt emplacement) aan een van de oudste spoorlijnen van Duitsland, de spoorlijn Leipzig - Dresden. Station Riesa ligt 66 km ten oosten van station Leipzig Hauptbahnhof en 50 km ten noordwesten van Station Dresden-Neustadt. Van station Riesa loopt ook een 65 km lange spoorlijn zuidwestwaarts naar Chemnitz Hauptbahnhof. Het 33 km lange goederenspoorlijntje zuidwaarts naar Nossen is in 2008 gesloten; alleen op het 11 km lange baanvak tussen Ziegenhain en Nossen is nog treinverkeer mogelijk. In 2020 zijn plannen gepresenteerd, om het stationscomplex ingrijpend te moderniseren. Deze werken staan voor het jaar 2028 in de planning. Riesa  beschikt over enige stads- en streekbuslijnen.
Riesa heeft twee kleine vliegvelden:
- Op 3 à 4 km ten westen van Riesa ligt het vliegveldje Riesa-Canitz, met alleen een graspiste voor de zweefvliegsport.
- Op 4 à 5 km ten oosten van Riesa ligt het vliegveldje Riesa-Göhlis, met eveneens een graspiste voor de zweefvliegsport, maar ook een 1.000 meter lange geasfalteerde start- en landingsbaan, voor kleine zaken- en hobbyvliegtuigen en helikopters. Dit veld heeft IATA-code IES en ICAO-code EDAU. De geografische coördinaten van dit veld luiden: 51 graden, 17 minuten en 35 seconden noorderbreedte; 13 graden, 21 minuten en 26 seconden oosterlengte. Het veld ligt 98 meter boven zeeniveau. Vliegveld Riesa-Göhlis heeft een restaurant, een verkeerstoren, een hangar en een taxibaan, die door een openbare verkeersweg van de runway zijn gescheiden. Deze gelijkvloerse kruising is met verkeerslichten beveiligd, een in Europa weinig voorkomende situatie.

Ten zuiden van Riesa ligt een door lössbodems  zeer vruchtbaar, licht heuvelachtig landbouwgebied met de naam Lommatzscher Pflege. Een uitvloeisel van de intensieve landbouwactiviteit hier is de grote watervervuiling van de beek Jahna.

### Naburige gemeentes
- In het noordwesten: Strehla en verderop Torgau
- In het noorden: Zeithain
- In het noordoosten: Glaubitz
- In het oosten: Nünchritz en verderop Großenhain
- In het zuidoosten: Hirschstein en verderop Meißen
- In het zuiden: Stauchitz en verderop o.a. Nossen
- In het westen: Liebschützberg en Oschatz.

## Economie

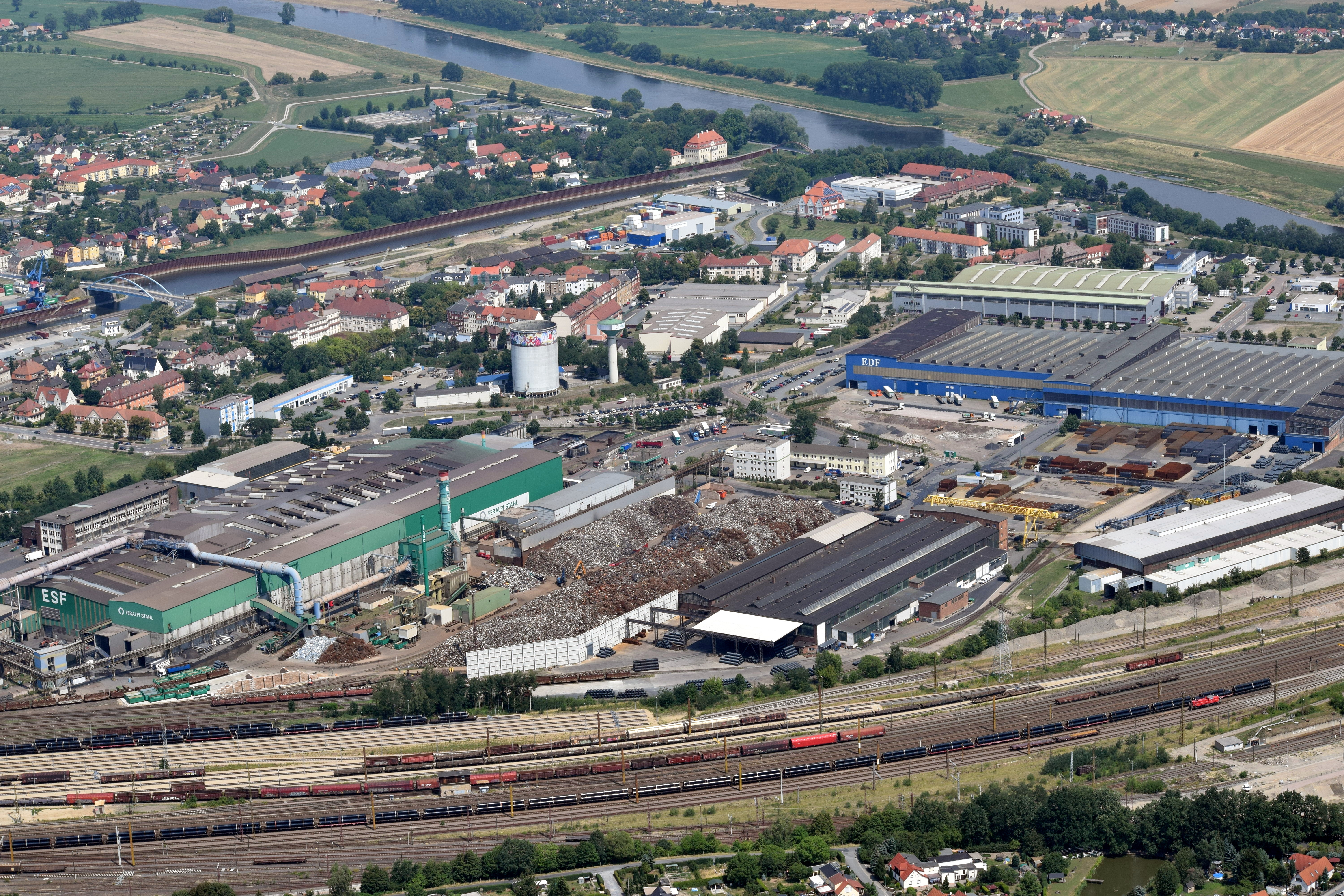
Staalfabriek Feralpi, Riesa

De stad is vooral bekend door de staalindustrie, en ten dele als uitvloeisel daarvan (de staalfabriek was in de DDR-tijd zeer actief om haar arbeiders in hun vrije tijd aan het sporten te krijgen), als sportstad met vele sportieve evenementen. 
De staalindustrie is in de 21e eeuw beperkt tot het bedrijf ESF, een filiaal van het Italiaanse staalconcern Feralpi. Goodyear heeft in de stad een fabriek van autobanden voor vrachtauto's. Neways Electronics exploiteert een softwarebedrijf te Riesa. Alle drie deze ondernemingen hadden in 2021 500 of meer personeelsleden. Verder is Riesa zetel van een fabriek van typisch Duitse noedels, die naar de stad is genoemd. Deze fabriek heeft een reus als logo. Daarnaast is te Riesa nog een groot aantal, ook industriële, ondernemingen gevestigd, die men als midden- en kleinbedrijf, van niet meer dan regionale betekenis, kan kwalificeren.
Een belangrijke werkgever in de stad is ook het plaatselijke ziekenhuis met de naam Elblandklinikum (500 medewerkers, 320 bedden).

## Geschiedenis

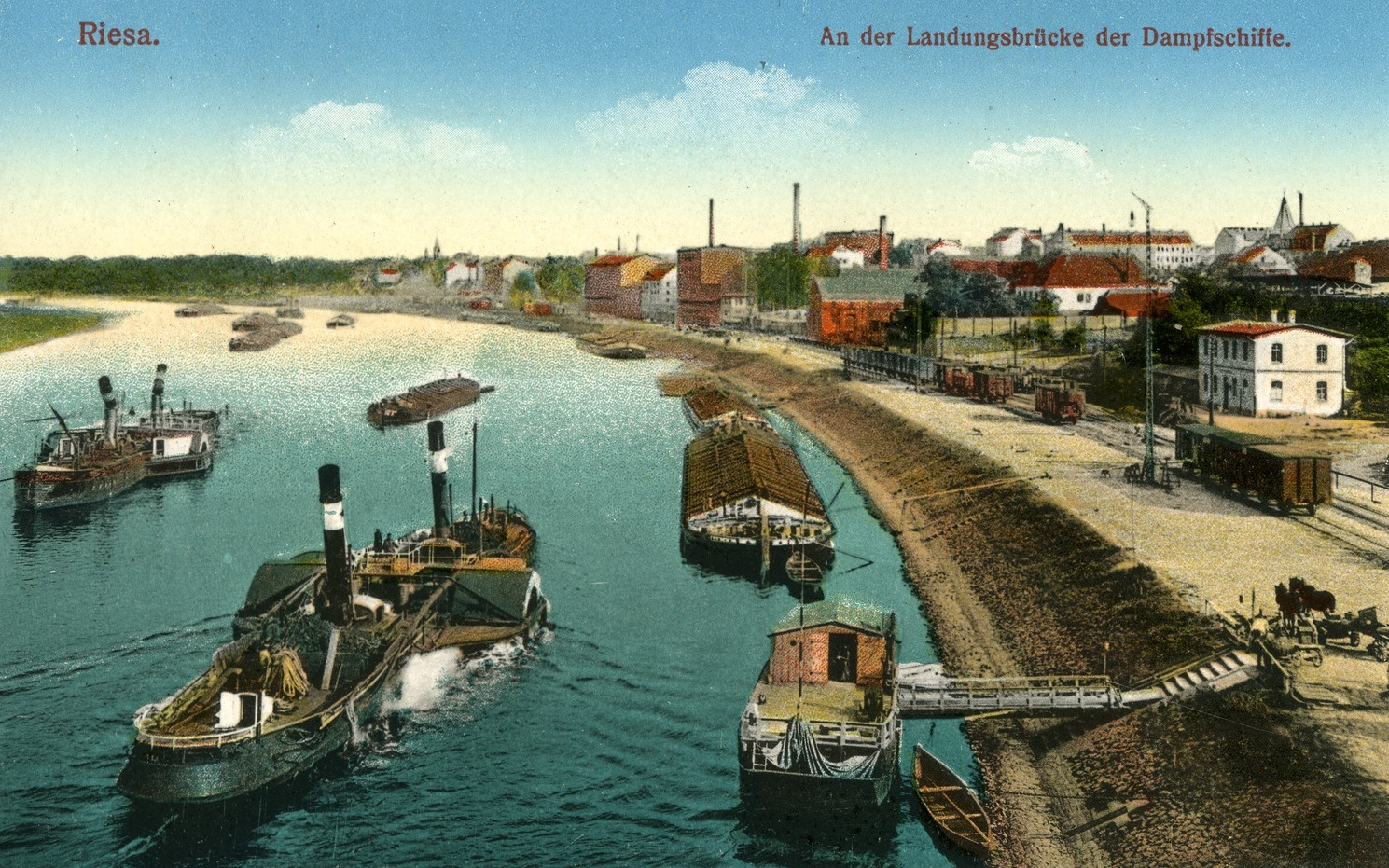
Haven aan de Elbe en fabrieken te Riesa, ansichtkaart uit 1910
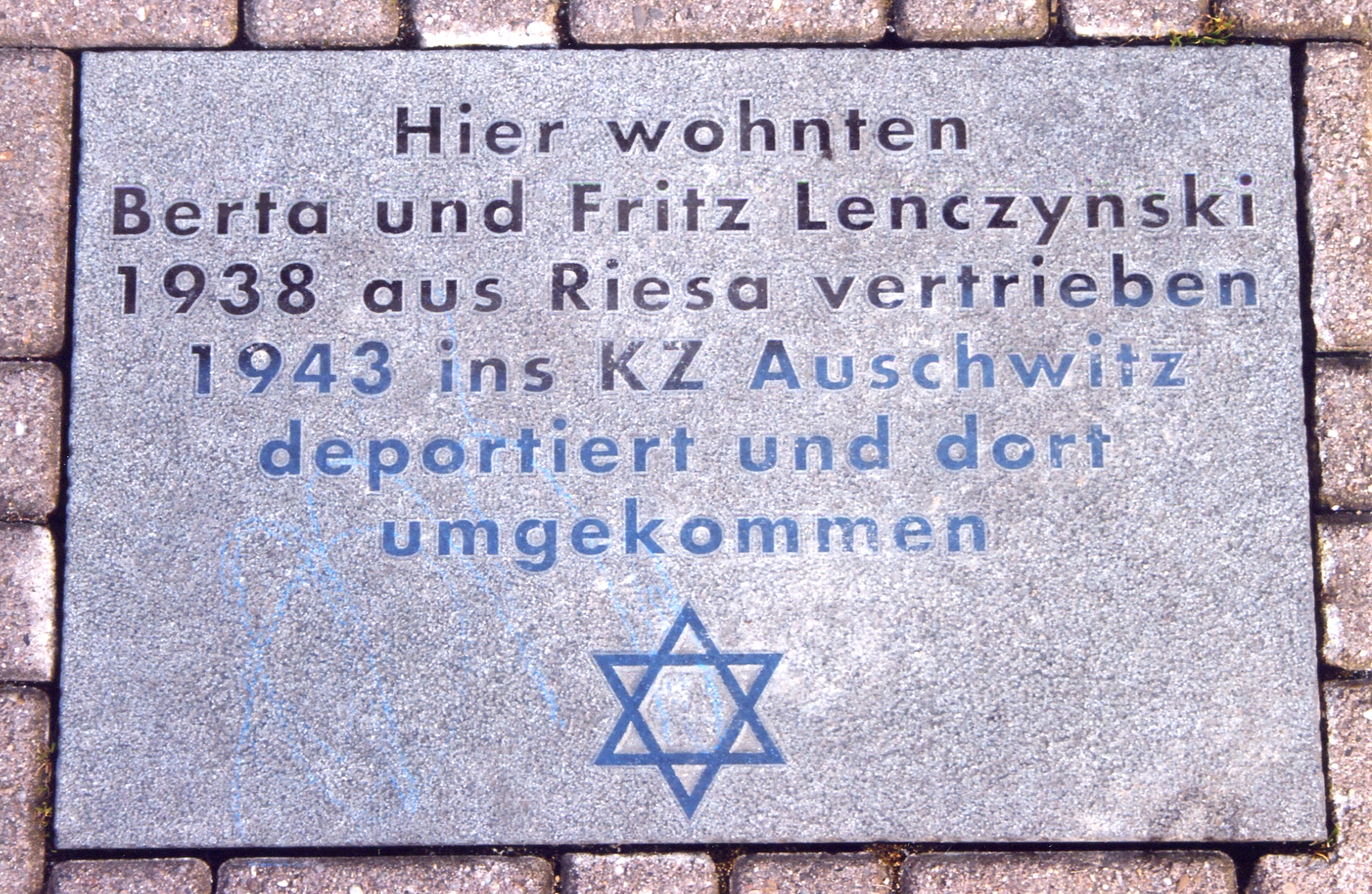
Gedenkplaquette slachtoffers van de Holocaust
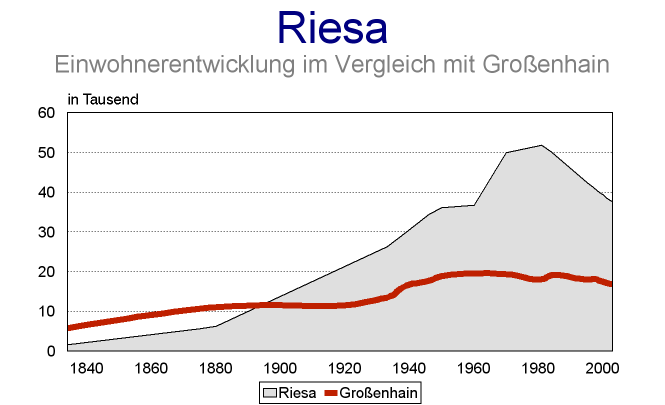
Bevolkingsontwikkeling van Riesa in vergelijking met Großenhain

Volgens een in de 18e eeuw verzonnen verhaal zou Riesa door een reus zijn gesticht. In werkelijkheid is de stad ontstaan bij een middeleeuws klooster nabij een Slavische nederzetting bij een riviermonding. De naam (oudste schriftelijke vermelding in 1119) stamt van de Sorbische aanduiding riezowe voor een dal bij een riviermonding. Riesa ontwikkelde zich tot een marktdorp, later vlek, met een kleine binnenhaven aan de Elbe. Nabij de plaats lag een klooster, dat bij de Reformatie in 1554 ophield te bestaan; het klooster werd toen tot kasteel verbouwd, en in 1874 nogmaals, tot stadhuis. In 1623 (voor korte tijd) en in 1859 verkreeg de plaats stadsrechten. 
In 1839 verkreeg Riesa een aansluiting op het spoorwegnet met een spoorbrug over de Elbe, wat gevolgd werd door de vestiging van fabrieken in uiteenlopende branches. In 1843 werd een hamermolen gebouwd, het begin van grootschalige ijzer- en staalindustrie. Vanaf 1858 was Riesa ook een garnizoensstad met een kazerne voor cavalerietroepen. De militaire functie van de stad eindigde na de Duitse hereniging, in 1990, toen een daar vanaf circa 1949 gelegerde Russische tankdivisie van het Rode Leger Duitsland verliet.
Gedurende de periode van het Derde Rijk zijn ook in en om Riesa joden en krijgsgevangenen het slachtoffer van gruwelijke vervolging en dwangarbeid geworden. Diverse gedenktekens herinneren hier nog aan.
De staalindustrie was vooral in de periode 1949 - 1990, toen Riesa in de DDR lag, zeer belangrijk. De fabriek had toen op een gegeven moment 13.000 arbeiders in dienst. Dezen moesten in nieuwe woonwijken gehuisvest worden, en het bevolkingscijfer bereikte in 1981 een recordhoogte van bijna 52.000 mensen. Na de Duitse hereniging nam het belang van de industrie, die naar Westerse maatstaven in het algemeen niet lonend was, enorm af, en mensen trokken weg om elders emplooi te zoeken. Dit verklaart, waarom het aantal inwoners van Riesa daalde tot beneden de 30.000.
In 1999 werd de zeer grote multifunctionele sport- en evenementenhal SachsenARENA geopend.

## Bezienswaardigheden en cultuur

### Cultuur e.d.
- Het Stadtmuseum is gevestigd in het Haus am Poppitzer Platz, een in 1894 als artilleriekazerne gesticht gebouw. Het is gewijd aan o.a. de geschiedenis van de stad.
- Slot Jahnishausen in het stadsdeel Jahnishausen. Van dit kasteel is met name het kasteelpark, met vele oude bomen, bezienswaardig.
- Slot Gröba, fraai gelegen barok landhuis; in het park bij het kasteel staan verscheidene fraaie, in het begin van de 18e eeuw geplante bomen. In het kasteel is o.a. een verzorgingstehuis, een restaurant en een jongerencentrum gevestigd. Op een vertrek na, waar van tijd tot tijd kunstexposities worden gehouden, niet van binnen te bezichtigen.
- Klein, het gehele jaar geopend, dierenpark, met Europese diersoorten, in de tuin van het voormalige klooster, achter het stadhuis. Ten noorden hiervan bevindt zich het stadspark, dat aan de zuidoever van de Elbe ligt.
- De evenementenhal SachsenARENA wordt voor grote sport- en muziekevenementen gebruikt, en heeft een capaciteit van 9.000 toeschouwers. De naam van de hal wordt sedertdien af en toe gewijzigd, vanwege vernoemingen naar sponsorende bedrijven en organisaties. In 2024 draagt het gebouw de naam WT Energiesysteme Arena. Recente evenementen in de hal waren o.a. stand-upcomedy-shows, grote darttoernooien, vlooienmarkten, concerten, handbaltoernooien enz.

### Kerkgebouwen
- Evangelisch-lutherse voormalige kloosterkerk St. Maria (Klosterkirche Sankt Marien), gotisch, dicht bij het stadhuis: voorheen onderdeel van een benedictijner nonnenklooster; gebouwd in 1244; de toren dateert van 1745; binnen is een fraai, altaarstuk van houtsnijwerk uit 1609 aanwezig.
- Evangelisch-lutherse Trinitatiskerk (1895-1897) in neoromaanse stijl, met 75 m hoge toren en binnen een monumentaal kerkorgel
- Evangelisch-lutherse kerk (1734) van Riesa-Gröba, in barokstijl
- Evangelisch-lutherse kerk (1774) van Riesa-Pausitz, in barokstijl

### Overige bezienswaardigheden
- Stadhuis, ontstaan door verbouwing van een oud kasteel, dat op zijn beurt in de middeleeuwen ontstond door verbouwing van een benedictijner klooster.
- Zunftbaum (Gildeboom, 2004), sculptuur met 35 bladeren, die ieder het symbool van een ander, in het verleden in een gilde georganiseerd ambacht vertonen.
- Volkssterrenwacht aan de Kreuzstraße, na de Wende gemoderniseerd, na afspraak per telefoon of e-mail toegankelijk; de volkssterrenwacht houdt regelmatig ook voor leken geschikte lezingen e.d. over astronomie.
- Grootste ijzeren standbeeld van Europa (hoogte: 25 meter) Elbquelle van de hand van Jörg Immendorff
- Noedelmuseum Teigwaren Riesa
- Vanuit, of via, de haven van Riesa kan men over de Elbe riviercruises maken.
- Door de binnenstad rijdt op werkdagen de toeristische, blauwwitte, op een treintje gelijkende Stahl-Max, die technisch gezien een elektrische autobus is.

## Afbeeldingen

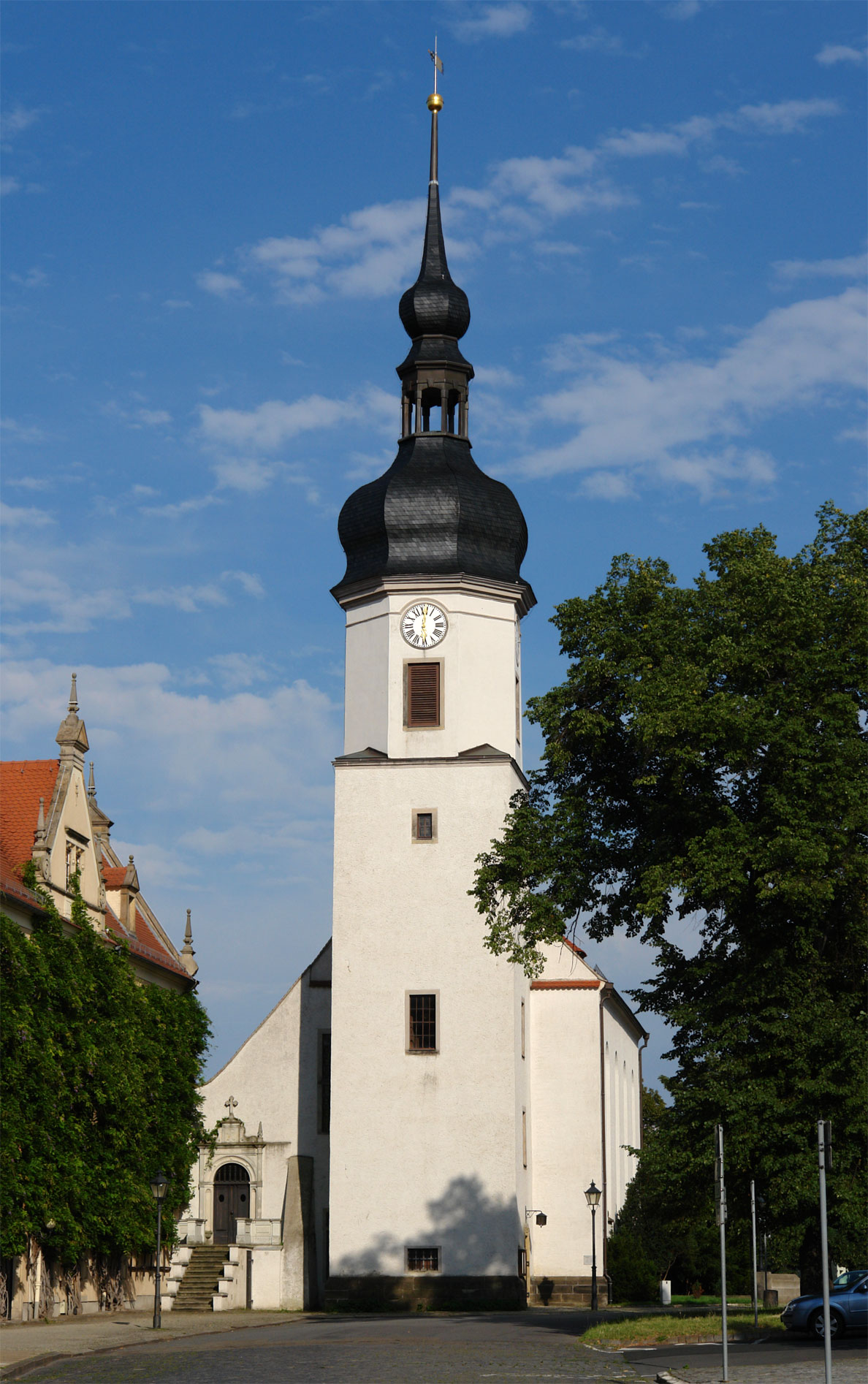
Kloosterkerk St. Maria
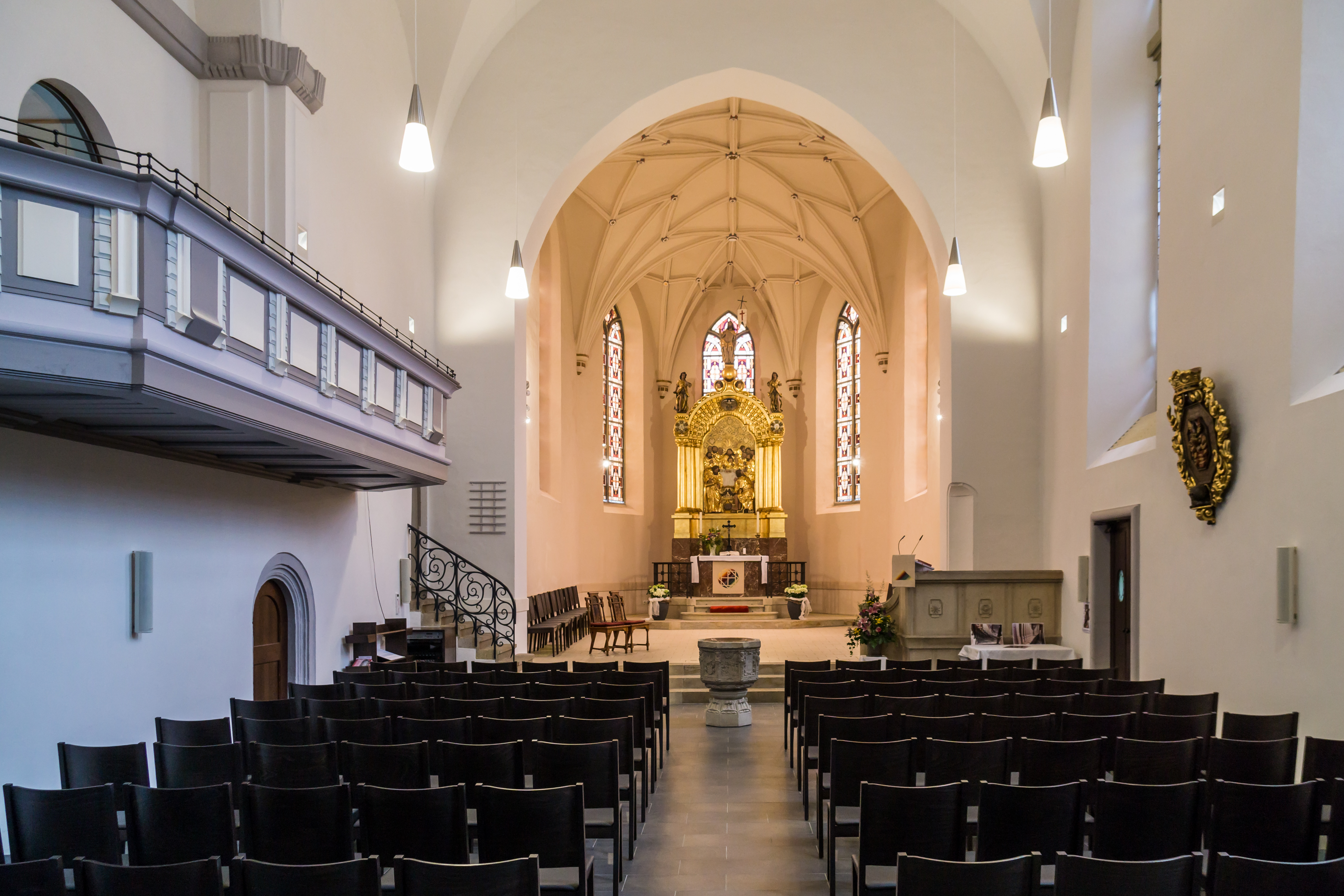
Interieur van deze kerk
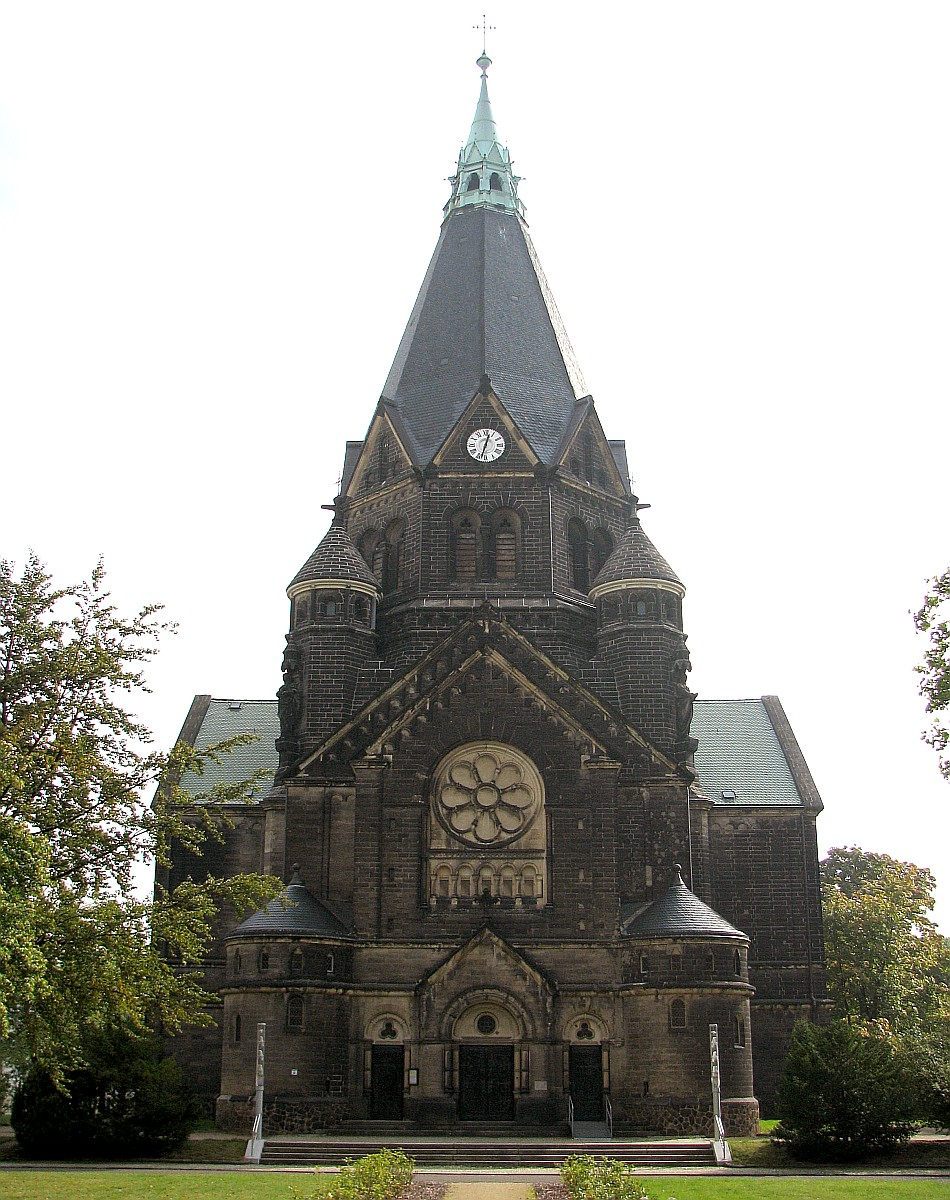
Trinitatiskerk anno 1897 (foto 2008)
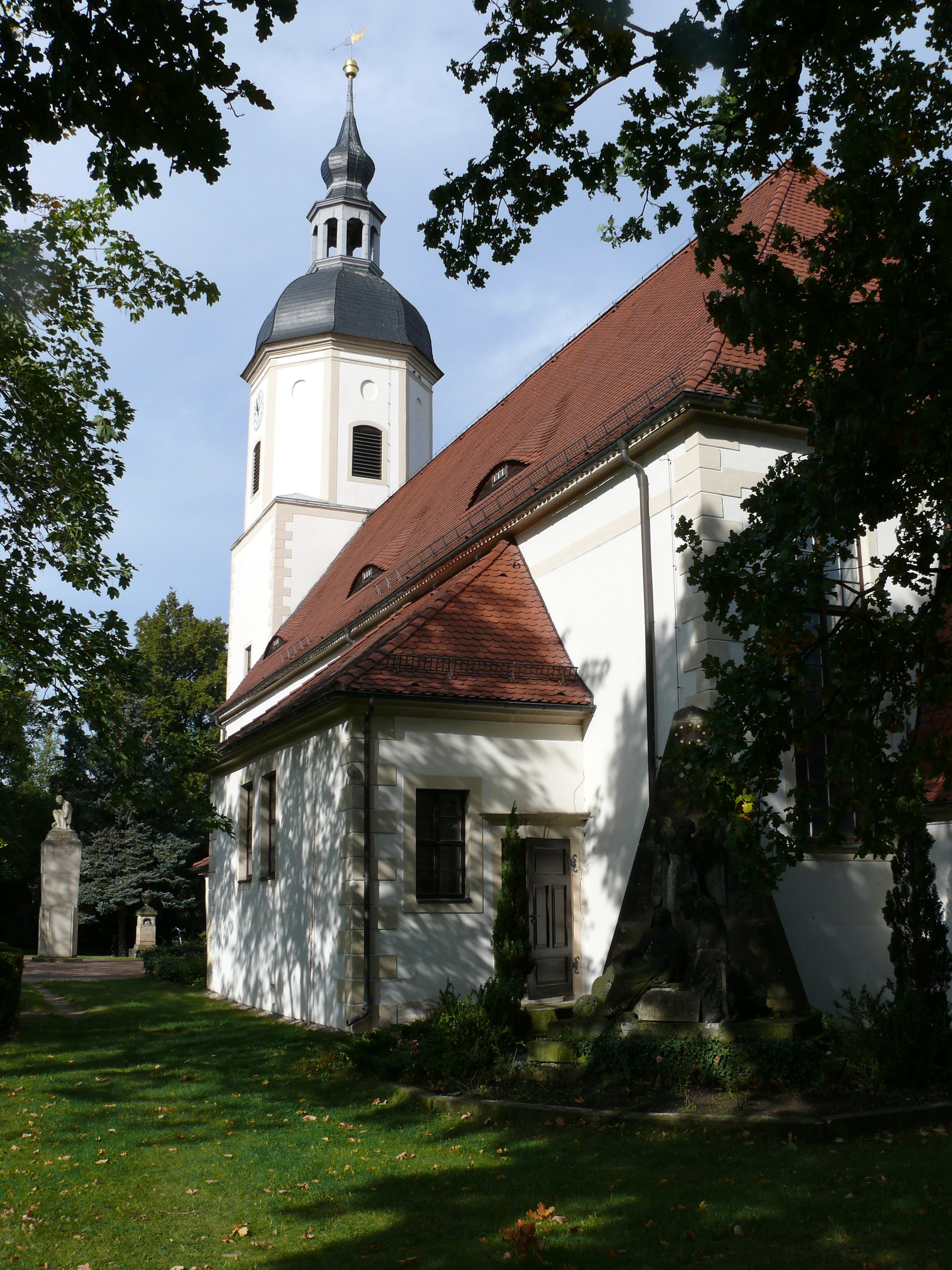
Kerk van Riesa-Gröba
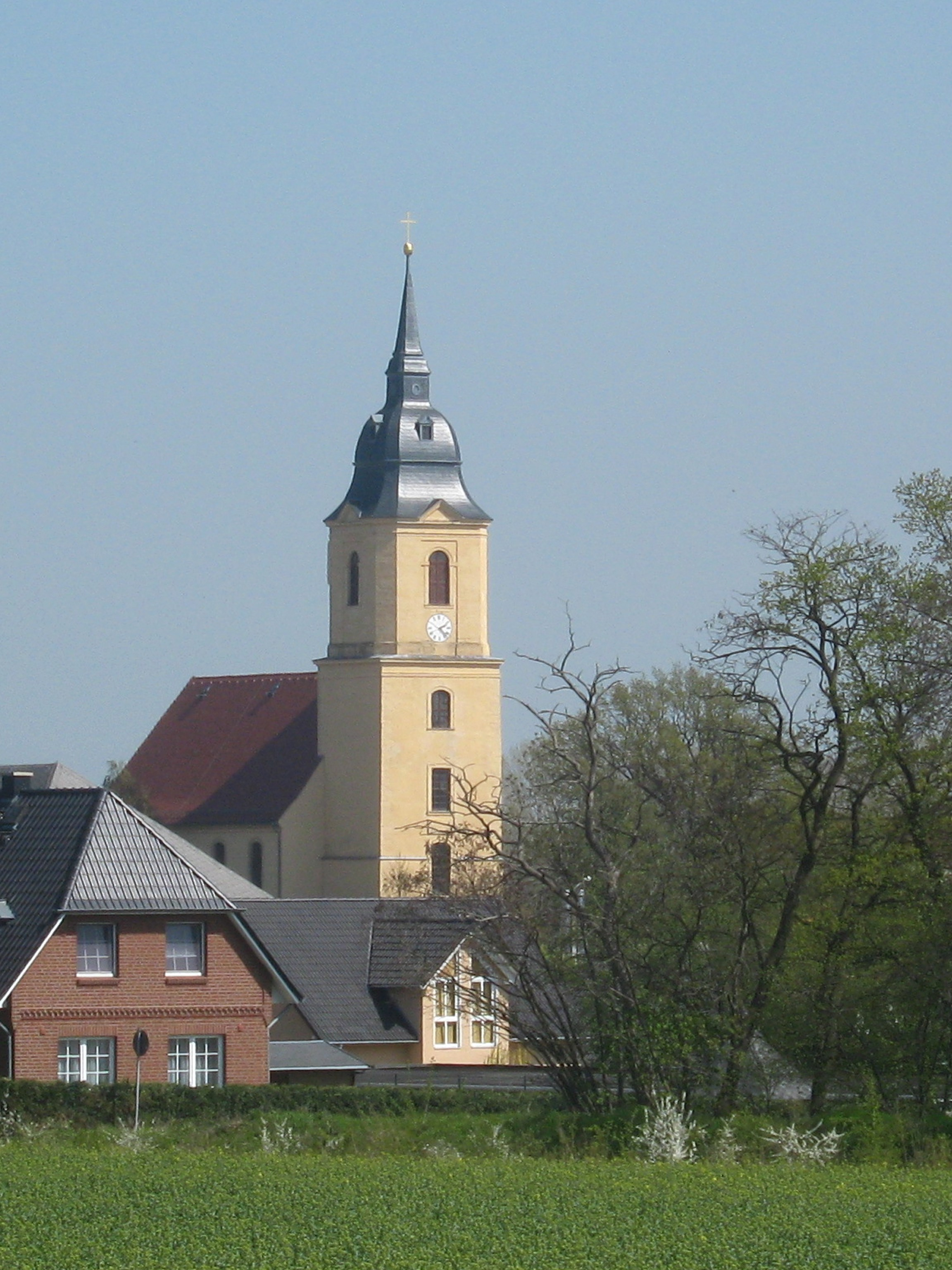
Kerk van Riesa-Pausitz
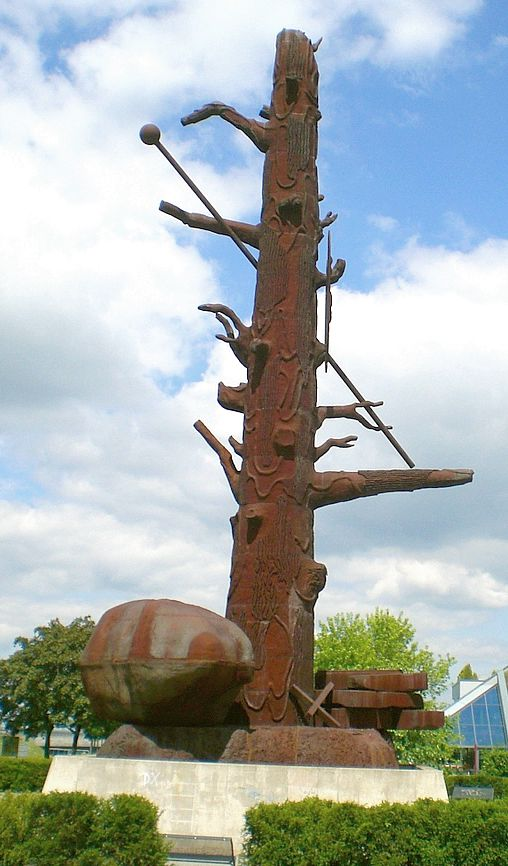
Stalen sculptuur Elbquelle (Jörg Immendorff, 1999)
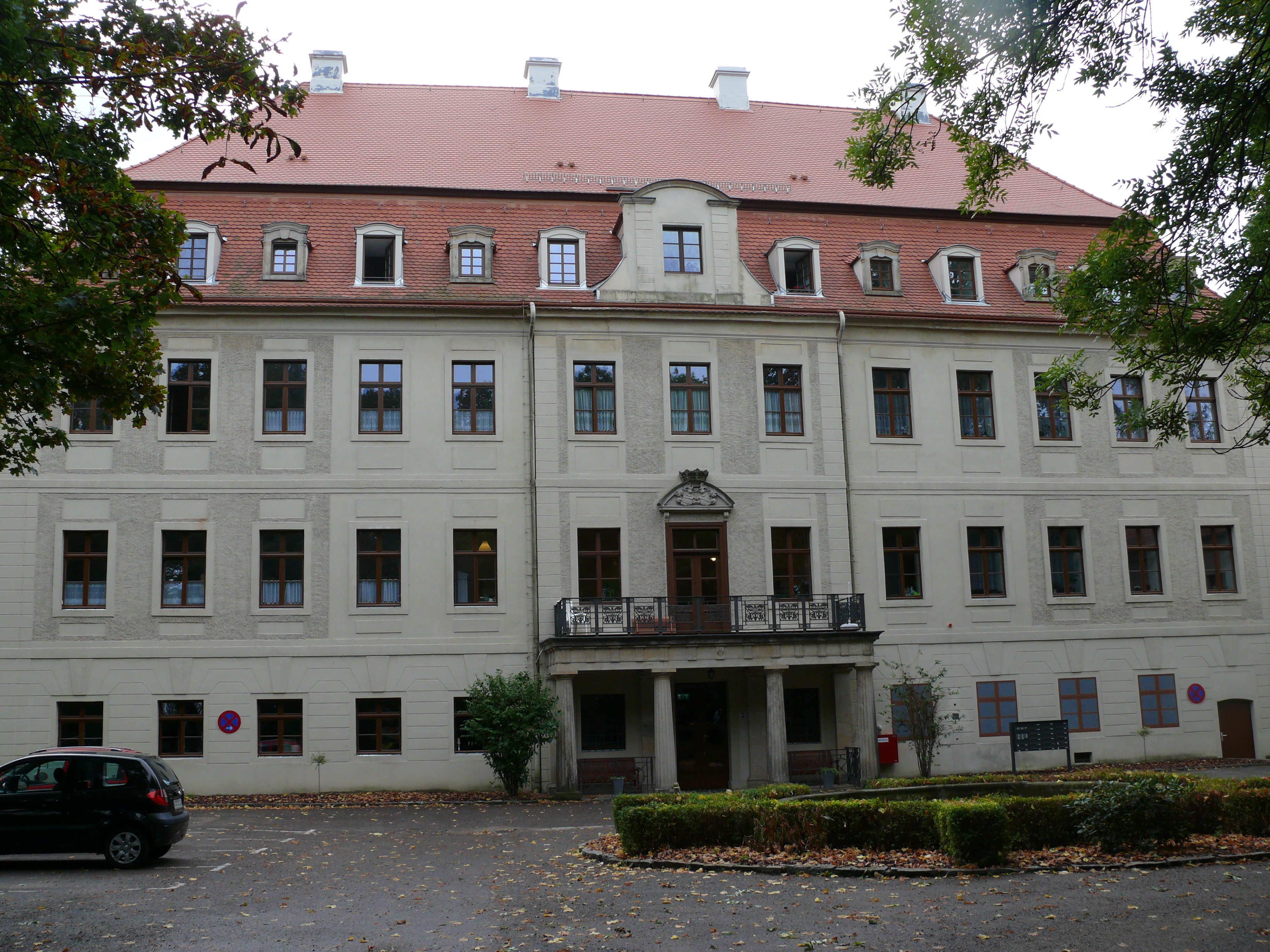
Landhuis Schloss Gröba
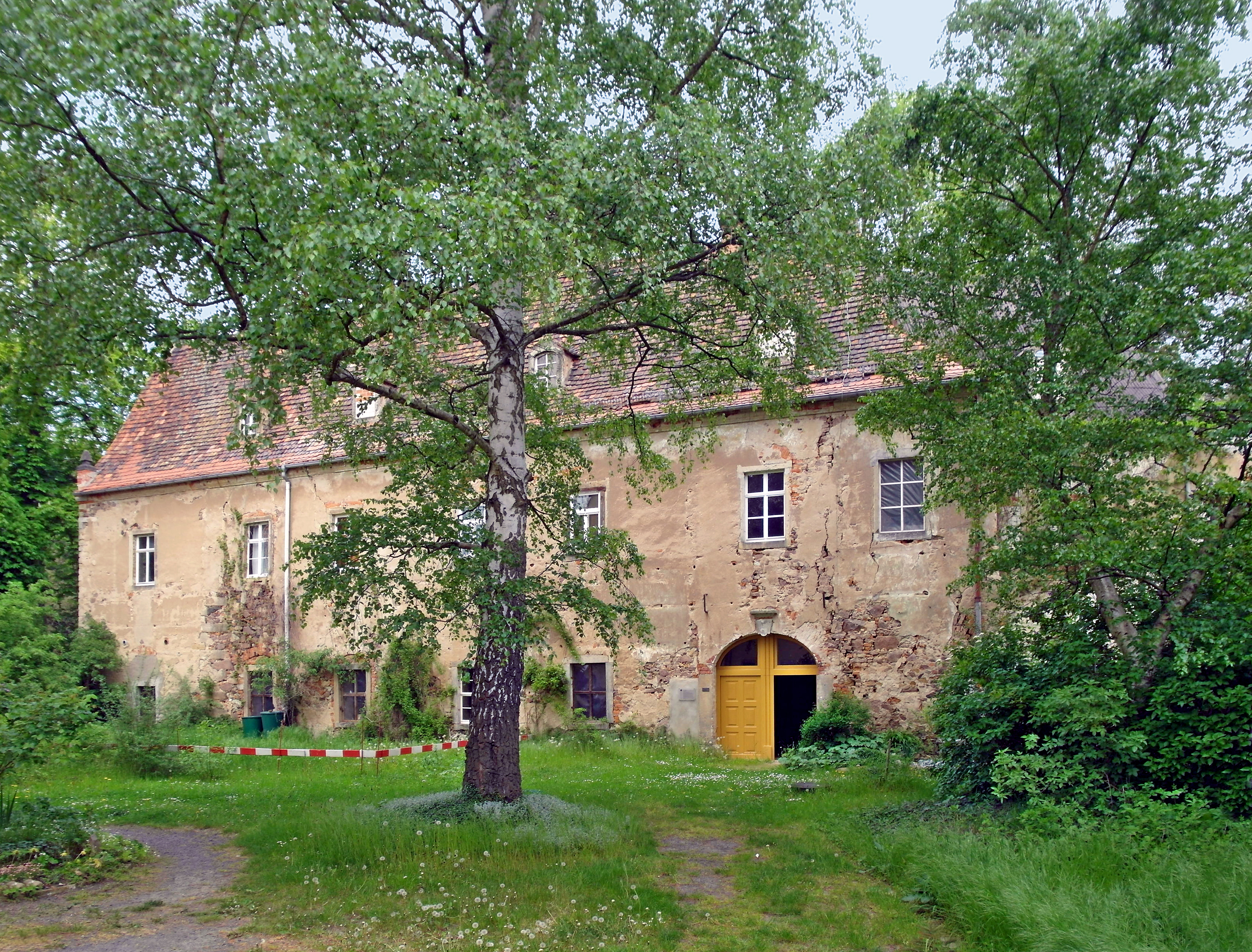
Kasteel Jahnishausen
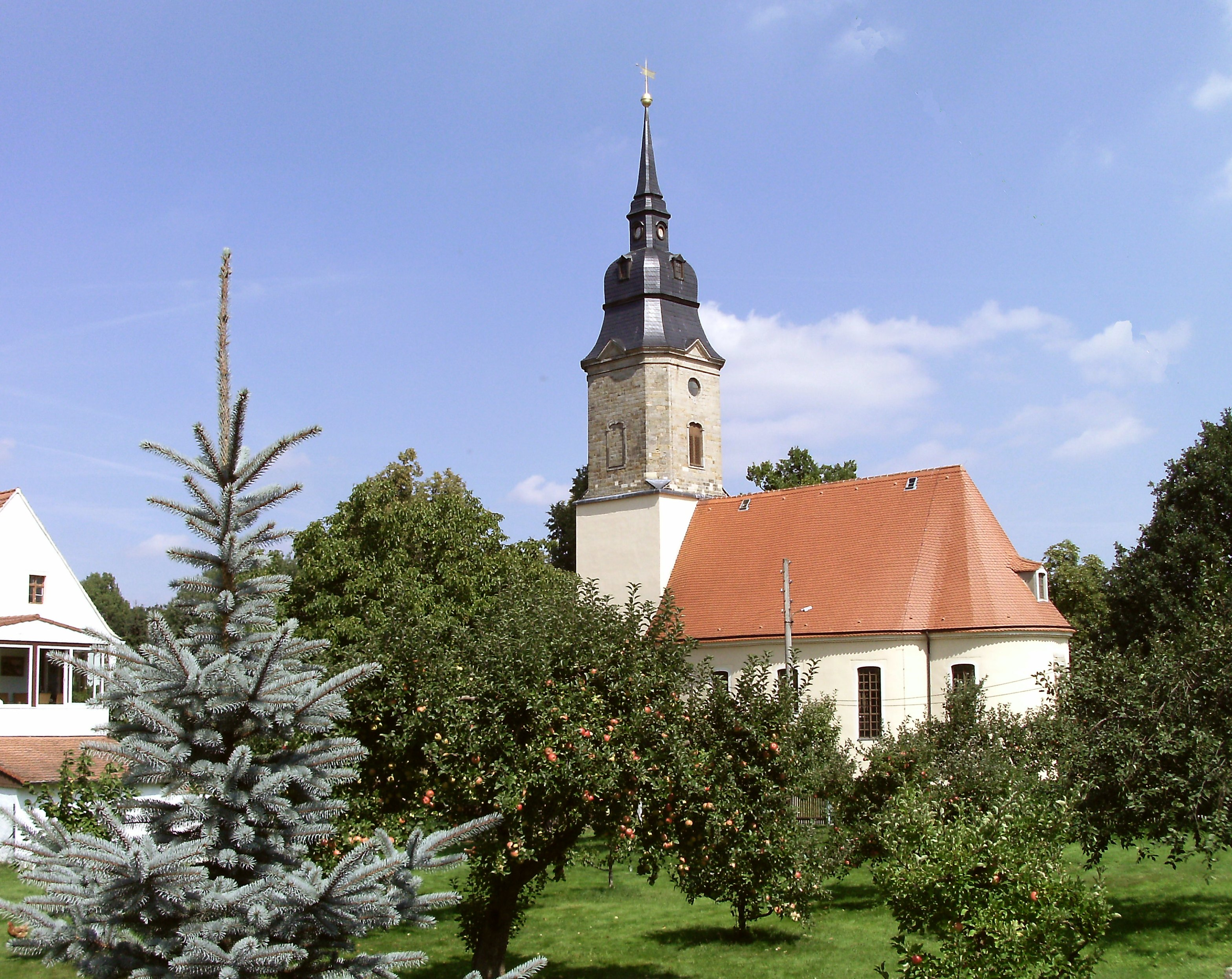
17e-eeuwse kerk, Jahnishausen
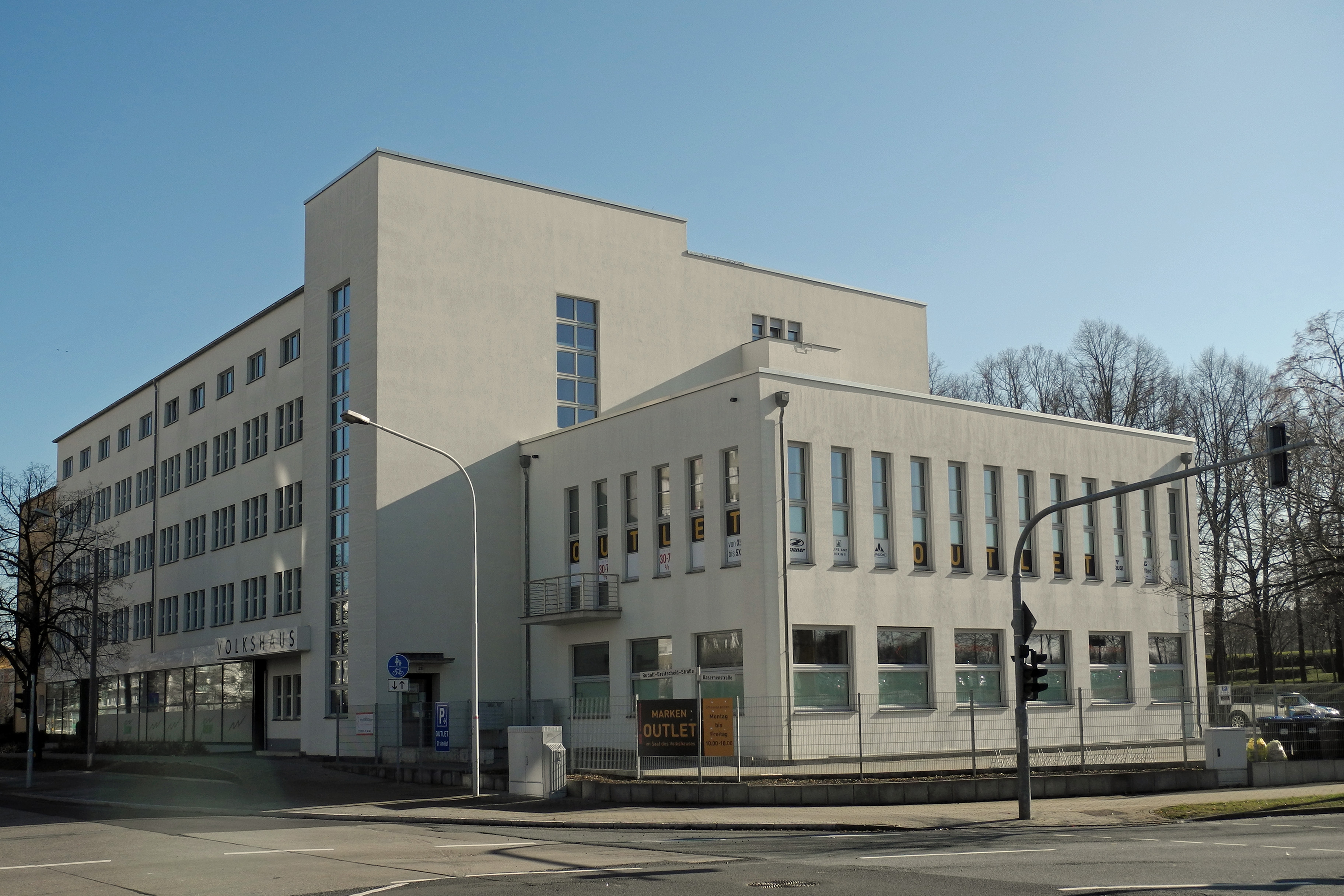
Monumentaal kantoor- en woonpand Volkshaus (1930; stijl: Nieuwe Bouwen)
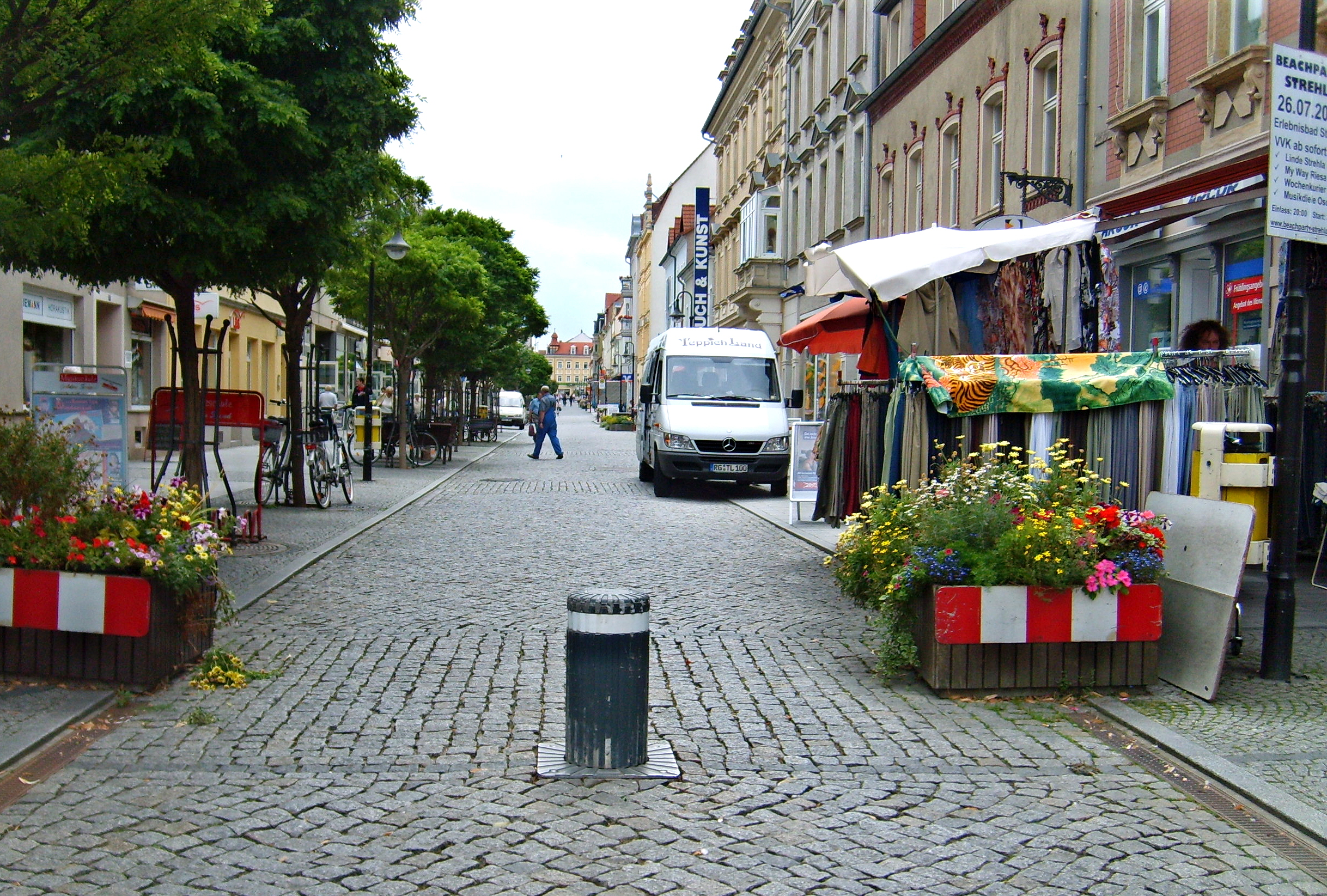
Winkelstraat in het centrum
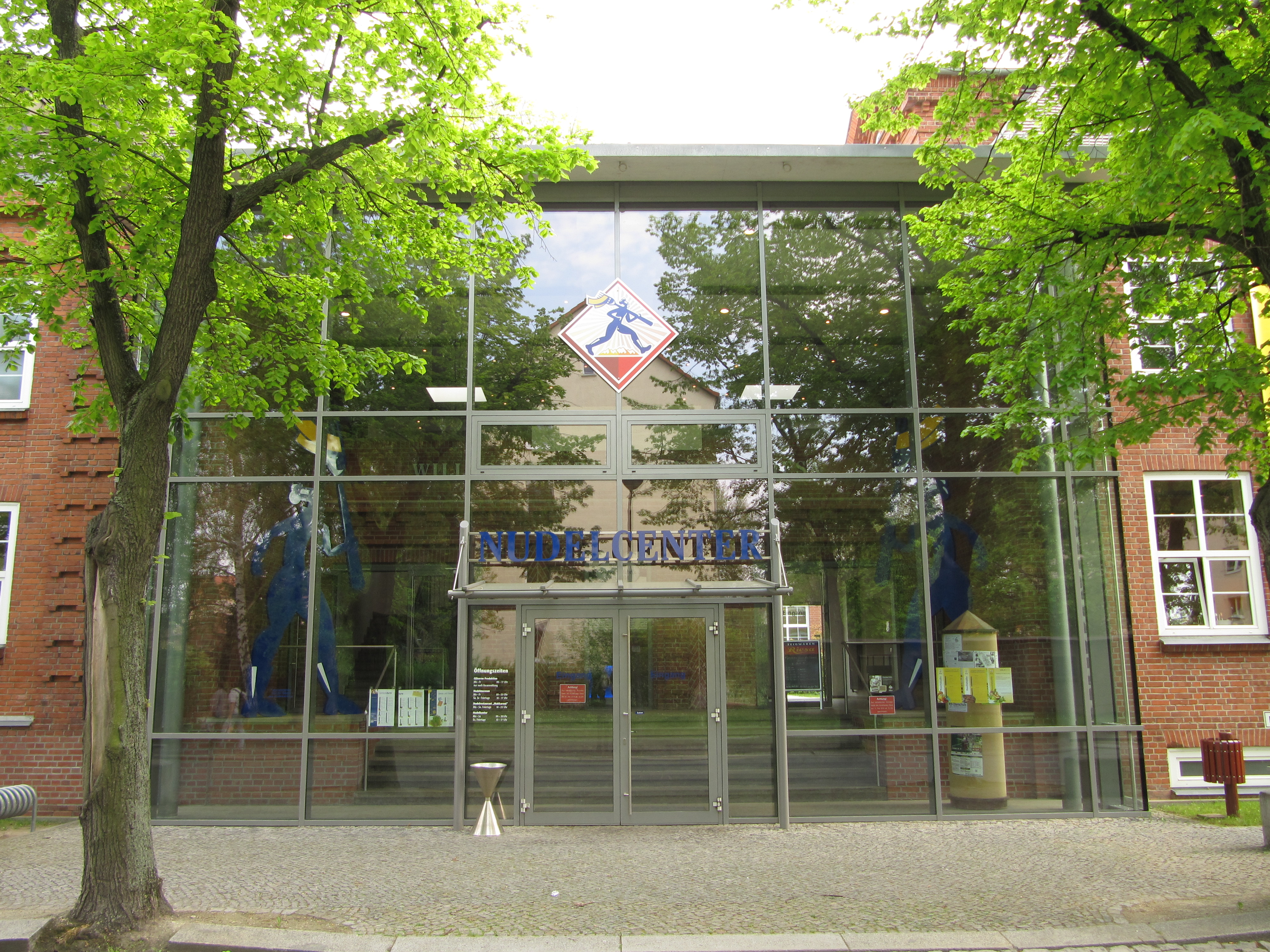
Noedelmuseum Nudelcenter
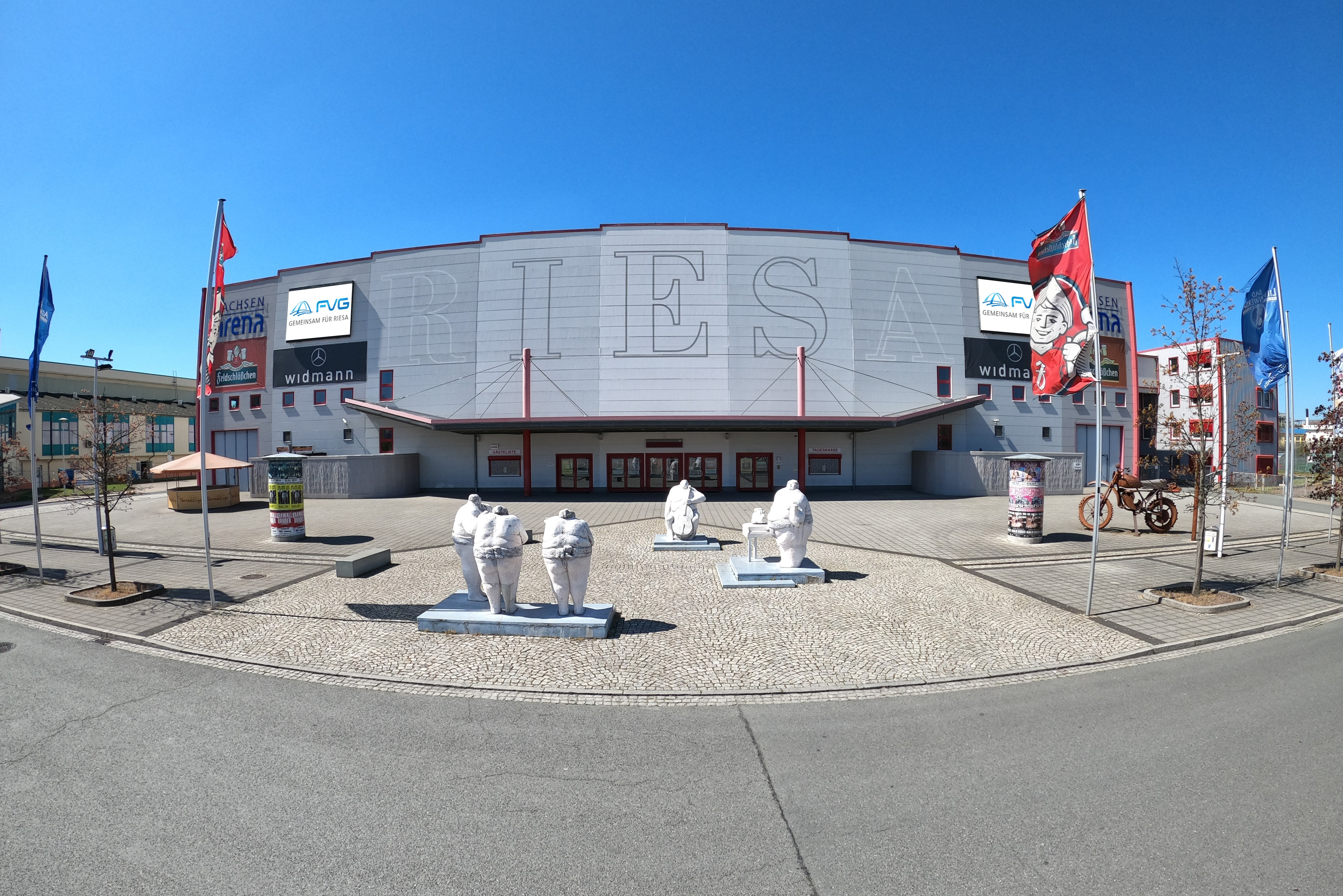
De SachsenARENA in 2020
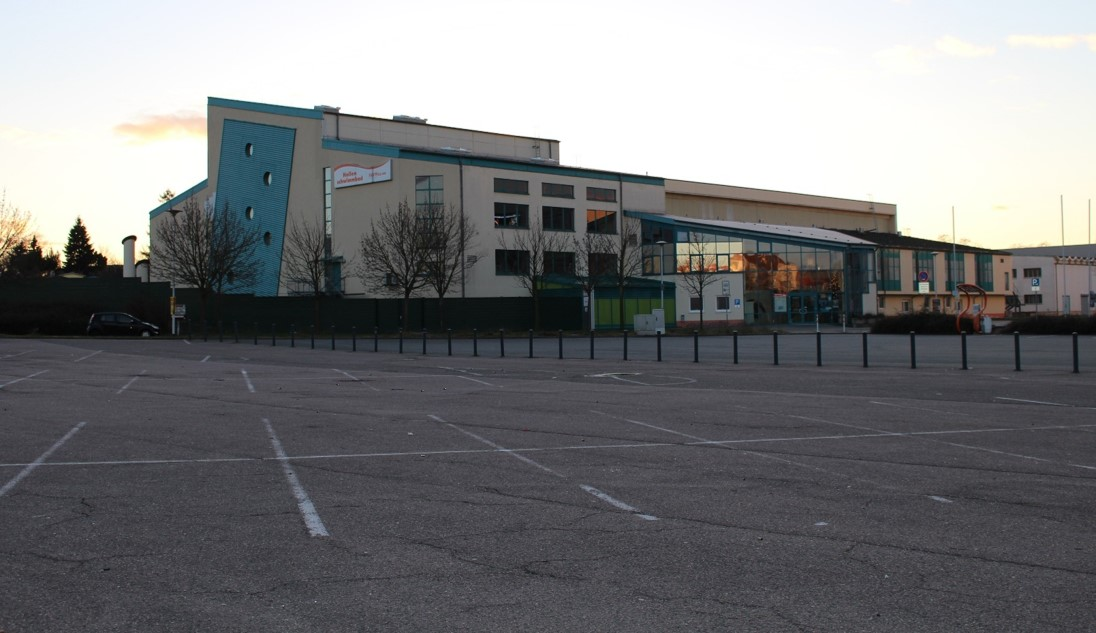
Overdekt zwembad Schwimmhalle Riesa

## Partnersteden
Riesa is een partnerstad van:
- Villerupt in Lotharingen, (Frankrijk), oudste partnerschap, sinds 6 oktober 1961
- Mannheim in Baden-Württemberg, sinds 29 juni 1988
- Rotherham in South Yorkshire  (Verenigd Koninkrijk), sinds 11 mei 1998
- Suzhou in de Volksrepubliek China, sinds 16 augustus 1999
- Sandy in Utah (VS), sinds 3 oktober 2002
- Głogów in Neder-Silezië (Polen), sinds 1 oktober 2005
- Lonato del Garda, (Italië), sinds 22 mei 2012

## Bekende personen met een link naar de gemeente

### Geboren te Riesa
- Bernhard Krüger (geb. 26 november 1904; overl. 3 januari 1989 te Hamburg), SS-officier, betrokken bij de grote vals-geldoperatie Operatie Bernhard in 1941
- Wolfgang Arnold (geb. 3 oktober 1915; overl. 22 september 1993 te Hamburg), befaamd toxicoloog
- Benno Werth (geb. 4 april 1929; overl. 31 januari 2015 te Aken), schilder, maar vooral beeldhouwer; tevens professor aan de afdeling kunsteducatie van de Vakhogeschool te Aken; bekend vanwege de creatie van sculpturen in kerkgebouwen en in openbare ruimtes; exposeerde enige malen in Nederland (2002-2004) en België (1966). In het Stadtmuseum van Riesa is een zaal aan zijn oeuvre gewijd.
- Ulrich Wolf (geb. 2 januari 1933; overl. 4 januari 2017 te Freiburg im Breisgau), deskundige in de menselijke genetica, in 1965 een der ontdekkers van het syndroom van Wolf-Hirschhorn
- Monika Zehrt (1952), sprintster
- Heiko Peschke (1963), voetballer
- Ulf Kirsten (1965), voetballer en trainer
- Kerstin Thiele (1986), judoka
- Benjamin Kirsten (1987), voetbalkeeper, zoon van Ulf Kirsten
- Maximilian Arnold (1994), voetballer

### Overigen
- Harald Czudaj (1963), ex-bobsleepiloot, behaalde olympisch goud in 1994, inwoner van Riesa